# Gerda Steinhoff

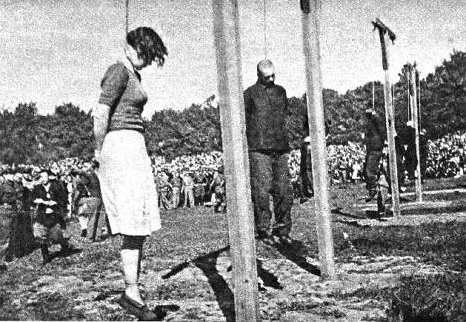
Gerda Steinhoff och Johann Pauls efter avrättningen.

Gerda Steinhoff, född 29 januari 1922 i Danzig, Fria staden Danzig, död 4 juli 1946 i Gdańsk, Polen, var fångvaktare (Aufseherin) i koncentrationslägret Stutthof. Hon dömdes 1946 till döden genom hängning för krigsförbrytelser och brott mot mänskligheten.

## Biografi
År 1939 fick Steinhoff anställning som köksbiträde i koncentrationslägret Stutthof. Hon gifte sig och fick senare ett barn. När nazisterna ville rekrytera ny personal till lägret, anmälde hon sig frivilligt och blev den 1 oktober 1944 fångvaktare i SK-III som var kvinnoavdelningen i Stutthofs läger. Där var hon aktiv i selektionen av människor till gaskamrarna. Den 31 oktober 1944 avancerade hon snabbt till Oberaufseherin och förflyttades till satellitlägret Danzig-Holm, och en månad senare befann hon sig i kvinnolägret i Bromberg-Ost inte långt från Danzig. I lägren gjorde hon sig ökänd för sin brutalitet mot fångarna. Vid krigsslutet flydde Steinhoff från Stutthof och återvände hem.

### Rättegång
Den 25 maj 1945 greps Steinhoff av polska myndigheter och fängslades i väntan på rättegång. Vid Stutthofrättegången 1946 visade Steinhoff och flera av de andra åtalade kvinnorna prov på dåligt uppförande och nonchalans. På grund av sin delaktighet i selektion av fångar som skulle gasas till döds och för sadistisk behandling av fångar i lägren dömdes Steinhoff till döden.

### Avrättning
Gerda Steinhoffs avrättning ägde rum den 4 juli 1946 på kullen Biskupia Górka i Gdánsk. Samtidigt avrättades ytterligare tio personer som fällts i samma rättegång för krigsbrott och brott mot mänskligheten. De avrättades genom hängning.